# Sulfovanilline
Sulfovanilline en het chemisch nauw verwante sulfobenzaldehyde zijn reagentia die kunnen worden gebruikt om selectief verschillende celstructuren te detecteren. De reagentia worden vooral veelvuldig gebruikt in de mycologie bij de identificatie van schimmels uit de orde Russulales. In bepaalde gevallen kunnen ze worden gebruikt voor het kleuren van laticifera, pseudo-, macro- en gleocystiden, evenals gloeoplerische hyfen. Als cystiden hun kleur veranderen in blauw, grijs of bordeauxrood onder invloed van sulvanilline, worden ze als sulfopositief (S+) beschouwd en worden ze sulfocystidia genoemd. Als ze niet van kleur veranderen, zijn ze sulfonegatief (S-).
Eén methode om zwavelvanilline te verkrijgen is door 1 g vanilline op te lossen in ongeveer 10 ml 70-80% zwavelzuur. Het is onstabiel en moet uit de buurt van licht worden bewaard. Een alternatieve methode is om het reagens onmiddellijk voor gebruik op een glasplaatje te bereiden door een kleine hoeveelheid vanilline op te lossen in een druppel 70-80% zwavelzuur. De kleurverandering van de hyfen in het preparaat duurt slechts ongeveer 10 minuten.
In plaats van sulvanilline kan sulfoformol, waarin vanilline wordt vervangen door formaline, worden gebruikt om op cystiden te testen; dit reagens geeft dezelfde resultaten.